# 托马斯·加德纳·福特
托馬斯·加德納·福特（英語：Thomas Gardner Ford，1918年7月15日—1995年8月28日），是一位美國政治人物、商人，杰拉爾德·福特總統同父異母的弟弟。

## 生平
托馬斯於1918年出生於密歇根州大急流城，是美國政治家和商人。在二戰期間，他在美國陸軍服役。他畢業於密西根大學，然後在福特油漆（Ford Paint）和清漆公司（Varnish Company）工作。從1958年到1964年，他在密歇根州肯特縣委員會任職。他的黨籍是共和黨。
從1964年到1972年，托馬斯擔任密歇根州第91選舉區選出的美國眾議院議員。在1972年到1980年期間，他在密歇根州議會從事立法審計工作。1995年，托馬斯在南卡羅萊納州約翰島去世。他是美國第38任總統傑拉爾德·福特同母異父的哥哥。

## 外部連結
- 在Find a Grave上的托马斯·加德纳·福特